# Xylotrechus shimomurai
Xylotrechus shimomurai là một loài bọ cánh cứng trong họ Cerambycidae.